# Chi Tauri
Chi Tauri (59 Tauri) é uma estrela na direção da constelação de Taurus. Possui uma ascensão reta de 04h 22m 34.93s e uma declinação de +25° 37′ 45.7″. Sua magnitude aparente é igual a 5.38. Considerando sua distância de 267 anos-luz em relação à Terra, sua magnitude absoluta é igual a 0.81. Pertence à classe espectral B9V.